# Фудбалска репрезентација Филипина
Фудбалска репрезентација Филипина (фил. Pambansang koponan ng futbol ng Pilipinas) национални је фудбалски тим који на међународној сцени представља азијску државу Филипине. Делује под ингеренцијом Фудбалског савеза Филипина који је основан 1907, а у пуноправном чланству у ФИФА и АФК је од 1930, односно од 1954. године.
Репрезентација је позната под надимком Аскали (ср. Улични пси), национална боја је плава, а своје домаће утакмице репрезентација игра на стадионима Панад у Баколоду (капацитета око 20.000 места), Филипинском спортском стадиону у Бокауу (око 20.000 места) и на стадиону Хосе Ризал у Манили (12.873 места). ФИФА кôд земље је PHI. Најбољи пласман на ФИФА ранг листи репрезентација Филипина остварила је у мају 2018. када је заузимала 111. место, док су најлошији пласман имали у периоду септембар-октобру 2006. када су заузимали 195. место.
У досадашњој историји репрезентација Филипина се никада није пласирала на неко од светских првенстава, док су на континенталном Азијском купу први пут учествовали 2019. године.

## Резултати на светским првенствима
| ФИФА светско првенство | ФИФА светско првенство | ФИФА светско првенство | ФИФА светско првенство | ФИФА светско првенство | ФИФА светско првенство | ФИФА светско првенство | ФИФА светско првенство | ФИФА светско првенство |                     | Квалификације за светска првенства | Квалификације за светска првенства | Квалификације за светска првенства | Квалификације за светска првенства | Квалификације за светска првенства | Квалификације за светска првенства |
| Година                 | Коло                   | Пласман                | Ут                     | П                      | Н                      | И                      | Гол+                   | Гол-                   | Ут                  | П                                  | Н                                  | И                                  | Гол+                               | Гол-                               |                                    |
| ---------------------- | ---------------------- | ---------------------- | ---------------------- | ---------------------- | ---------------------- | ---------------------- | ---------------------- | ---------------------- | ------------------- | ---------------------------------- | ---------------------------------- | ---------------------------------- | ---------------------------------- | ---------------------------------- | ---------------------------------- |
| 1930−1938.             | Нису учествовали       | Нису учествовали       | Нису учествовали       | Нису учествовали       | Нису учествовали       | Нису учествовали       | Нису учествовали       | Нису учествовали       | Нису учествовали    | Нису учествовали                   | Нису учествовали                   | Нису учествовали                   | Нису учествовали                   | Нису учествовали                   |                                    |
| 1950.                  | Одустали од наступа    | Одустали од наступа    | Одустали од наступа    | Одустали од наступа    | Одустали од наступа    | Одустали од наступа    | Одустали од наступа    | Одустали од наступа    | Одустали од наступа | Одустали од наступа                | Одустали од наступа                | Одустали од наступа                | Одустали од наступа                | Одустали од наступа                |                                    |
| 1954−1970.             | Нису учествовали       | Нису учествовали       | Нису учествовали       | Нису учествовали       | Нису учествовали       | Нису учествовали       | Нису учествовали       | Нису учествовали       | Нису учествовали    | Нису учествовали                   | Нису учествовали                   | Нису учествовали                   | Нису учествовали                   | Нису учествовали                   |                                    |
| 1974.                  | Одустали од наступа    | Одустали од наступа    | Одустали од наступа    | Одустали од наступа    | Одустали од наступа    | Одустали од наступа    | Одустали од наступа    | Одустали од наступа    | Одустали од наступа | Одустали од наступа                | Одустали од наступа                | Одустали од наступа                | Одустали од наступа                | Одустали од наступа                |                                    |
| 1978.                  | Нису учествовали       | Нису учествовали       | Нису учествовали       | Нису учествовали       | Нису учествовали       | Нису учествовали       | Нису учествовали       | Нису учествовали       | Нису учествовали    | Нису учествовали                   | Нису учествовали                   | Нису учествовали                   | Нису учествовали                   | Нису учествовали                   |                                    |
| 1982.                  | Нису учествовали       | Нису учествовали       | Нису учествовали       | Нису учествовали       | Нису учествовали       | Нису учествовали       | Нису учествовали       | Нису учествовали       | Нису учествовали    | Нису учествовали                   | Нису учествовали                   | Нису учествовали                   | Нису учествовали                   | Нису учествовали                   |                                    |
| 1986.                  | Нису учествовали       | Нису учествовали       | Нису учествовали       | Нису учествовали       | Нису учествовали       | Нису учествовали       | Нису учествовали       | Нису учествовали       | Нису учествовали    | Нису учествовали                   | Нису учествовали                   | Нису учествовали                   | Нису учествовали                   | Нису учествовали                   |                                    |
| 1990.                  | Нису учествовали       | Нису учествовали       | Нису учествовали       | Нису учествовали       | Нису учествовали       | Нису учествовали       | Нису учествовали       | Нису учествовали       | Нису учествовали    | Нису учествовали                   | Нису учествовали                   | Нису учествовали                   | Нису учествовали                   | Нису учествовали                   |                                    |
| 1994.                  | Нису учествовали       | Нису учествовали       | Нису учествовали       | Нису учествовали       | Нису учествовали       | Нису учествовали       | Нису учествовали       | Нису учествовали       | Нису учествовали    | Нису учествовали                   | Нису учествовали                   | Нису учествовали                   | Нису учествовали                   | Нису учествовали                   |                                    |
| 1998.                  | Нису се квалификовали  | Нису се квалификовали  | Нису се квалификовали  | Нису се квалификовали  | Нису се квалификовали  | Нису се квалификовали  | Нису се квалификовали  | Нису се квалификовали  | 3                   | 0                                  | 0                                  | 3                                  | 0                                  | 10                                 |                                    |
| 2002.                  | Нису се квалификовали  | Нису се квалификовали  | Нису се квалификовали  | Нису се квалификовали  | Нису се квалификовали  | Нису се квалификовали  | Нису се квалификовали  | Нису се квалификовали  | 6                   | 0                                  | 1                                  | 5                                  | 2                                  | 29                                 |                                    |
| 2006.                  | Нису учествовали       | Нису учествовали       | Нису учествовали       | Нису учествовали       | Нису учествовали       | Нису учествовали       | Нису учествовали       | Нису учествовали       | Нису учествовали    | Нису учествовали                   | Нису учествовали                   | Нису учествовали                   | Нису учествовали                   | Нису учествовали                   |                                    |
| 2010.                  | Нису учествовали       | Нису учествовали       | Нису учествовали       | Нису учествовали       | Нису учествовали       | Нису учествовали       | Нису учествовали       | Нису учествовали       | Нису учествовали    | Нису учествовали                   | Нису учествовали                   | Нису учествовали                   | Нису учествовали                   | Нису учествовали                   |                                    |
| 2014.                  | Нису се квалификовали  | Нису се квалификовали  | Нису се квалификовали  | Нису се квалификовали  | Нису се квалификовали  | Нису се квалификовали  | Нису се квалификовали  | Нису се квалификовали  | 4                   | 1                                  | 1                                  | 2                                  | 6                                  | 6                                  |                                    |
| 2018.                  | Нису се квалификовали  | Нису се квалификовали  | Нису се квалификовали  | Нису се квалификовали  | Нису се квалификовали  | Нису се квалификовали  | Нису се квалификовали  | Нису се квалификовали  | 8                   | 3                                  | 1                                  | 4                                  | 8                                  | 12                                 |                                    |
| 2022.                  | Биће одлучено          | Биће одлучено          | Биће одлучено          | Биће одлучено          | Биће одлучено          | Биће одлучено          | Биће одлучено          | Биће одлучено          | Биће одлучено       | Биће одлучено                      | Биће одлучено                      | Биће одлучено                      | Биће одлучено                      | Биће одлучено                      |                                    |
| 2026.                  | Биће одлучено          | Биће одлучено          | Биће одлучено          | Биће одлучено          | Биће одлучено          | Биће одлучено          | Биће одлучено          | Биће одлучено          | Биће одлучено       | Биће одлучено                      | Биће одлучено                      | Биће одлучено                      | Биће одлучено                      | Биће одлучено                      |                                    |
| Укупно                 |                        | 0/21                   |                        |                        |                        |                        |                        |                        | 21                  | 4                                  | 3                                  | 14                                 | 16                                 | 57                                 |                                    |

## АФК азијски куп
| АФК азијски куп | АФК азијски куп       | АФК азијски куп       | АФК азијски куп       | АФК азијски куп       | АФК азијски куп       | АФК азијски куп       | АФК азијски куп       | АФК азијски куп       |                                                | Квалификације за Азијски куп                   | Квалификације за Азијски куп                   | Квалификације за Азијски куп                   | Квалификације за Азијски куп                   | Квалификације за Азијски куп                   | Квалификације за Азијски куп                   |
| Година          | Коло                  | Пласман               | Ут                    | П                     | Н                     | И                     | Гол+                  | Гол-                  | Ут                                             | П                                              | Н                                              | И                                              | Гол+                                           | Гол-                                           |                                                |
| --------------- | --------------------- | --------------------- | --------------------- | --------------------- | --------------------- | --------------------- | --------------------- | --------------------- | ---------------------------------------------- | ---------------------------------------------- | ---------------------------------------------- | ---------------------------------------------- | ---------------------------------------------- | ---------------------------------------------- | ---------------------------------------------- |
| 1956.           | Нису се квалификовали | Нису се квалификовали | Нису се квалификовали | Нису се квалификовали | Нису се квалификовали | Нису се квалификовали | Нису се квалификовали | Нису се квалификовали | 2                                              | 0                                              | 0                                              | 2                                              | 0                                              | 5                                              |                                                |
| 1960.           | Нису се квалификовали | Нису се квалификовали | Нису се квалификовали | Нису се квалификовали | Нису се квалификовали | Нису се квалификовали | Нису се квалификовали | Нису се квалификовали | 2                                              | 0                                              | 0                                              | 2                                              | 4                                              | 14                                             |                                                |
| 1964.           | Одустали од наступа   | Одустали од наступа   | Одустали од наступа   | Одустали од наступа   | Одустали од наступа   | Одустали од наступа   | Одустали од наступа   | Одустали од наступа   | Одустали од наступа                            | Одустали од наступа                            | Одустали од наступа                            | Одустали од наступа                            | Одустали од наступа                            | Одустали од наступа                            | Одустали од наступа                            |
| 1968.           | Нису се квалификовали | Нису се квалификовали | Нису се квалификовали | Нису се квалификовали | Нису се квалификовали | Нису се квалификовали | Нису се квалификовали | Нису се квалификовали | 2                                              | 0                                              | 0                                              | 2                                              | 0                                              | 5                                              |                                                |
| 1972.           | Одустали од наступа   | Одустали од наступа   | Одустали од наступа   | Одустали од наступа   | Одустали од наступа   | Одустали од наступа   | Одустали од наступа   | Одустали од наступа   | Одустали од наступа                            | Одустали од наступа                            | Одустали од наступа                            | Одустали од наступа                            | Одустали од наступа                            | Одустали од наступа                            | Одустали од наступа                            |
| 1976.           | Одустали од наступа   | Одустали од наступа   | Одустали од наступа   | Одустали од наступа   | Одустали од наступа   | Одустали од наступа   | Одустали од наступа   | Одустали од наступа   | Одустали од наступа                            | Одустали од наступа                            | Одустали од наступа                            | Одустали од наступа                            | Одустали од наступа                            | Одустали од наступа                            | Одустали од наступа                            |
| 1980.           | Нису се квалификовали | Нису се квалификовали | Нису се квалификовали | Нису се квалификовали | Нису се квалификовали | Нису се квалификовали | Нису се квалификовали | Нису се квалификовали | 3                                              | 0                                              | 0                                              | 3                                              | 1                                              | 10                                             |                                                |
| 1984.           | Нису се квалификовали | Нису се квалификовали | Нису се квалификовали | Нису се квалификовали | Нису се квалификовали | Нису се квалификовали | Нису се квалификовали | Нису се квалификовали | 5                                              | 0                                              | 0                                              | 5                                              | 3                                              | 16                                             |                                                |
| 1988.           | Нису учествовали      | Нису учествовали      | Нису учествовали      | Нису учествовали      | Нису учествовали      | Нису учествовали      | Нису учествовали      | Нису учествовали      | Нису учествовали                               | Нису учествовали                               | Нису учествовали                               | Нису учествовали                               | Нису учествовали                               | Нису учествовали                               | Нису учествовали                               |
| 1992.           | Нису учествовали      | Нису учествовали      | Нису учествовали      | Нису учествовали      | Нису учествовали      | Нису учествовали      | Нису учествовали      | Нису учествовали      | Нису учествовали                               | Нису учествовали                               | Нису учествовали                               | Нису учествовали                               | Нису учествовали                               | Нису учествовали                               | Нису учествовали                               |
| 1996.           | Нису се квалификовали | Нису се квалификовали | Нису се квалификовали | Нису се квалификовали | Нису се квалификовали | Нису се квалификовали | Нису се квалификовали | Нису се квалификовали | 0                                              | 0                                              | 0                                              | 3                                              | 1                                              | 20                                             |                                                |
| 2000.           | Нису се квалификовали | Нису се квалификовали | Нису се квалификовали | Нису се квалификовали | Нису се квалификовали | Нису се квалификовали | Нису се квалификовали | Нису се квалификовали | 3                                              | 1                                              | 0                                              | 2                                              | 2                                              | 11                                             |                                                |
| 2004.           | Нису учествовали      | Нису учествовали      | Нису учествовали      | Нису учествовали      | Нису учествовали      | Нису учествовали      | Нису учествовали      | Нису учествовали      | Нису учествовали                               | Нису учествовали                               | Нису учествовали                               | Нису учествовали                               | Нису учествовали                               | Нису учествовали                               | Нису учествовали                               |
| /2007.          | Нису учествовали      | Нису учествовали      | Нису учествовали      | Нису учествовали      | Нису учествовали      | Нису учествовали      | Нису учествовали      | Нису учествовали      | Нису учествовали                               | Нису учествовали                               | Нису учествовали                               | Нису учествовали                               | Нису учествовали                               | Нису учествовали                               | Нису учествовали                               |
| 2011.           | Нису се квалификовали | Нису се квалификовали | Нису се квалификовали | Нису се квалификовали | Нису се квалификовали | Нису се квалификовали | Нису се квалификовали | Нису се квалификовали | Нису учествовали у квалификационом Челенџ купу | Нису учествовали у квалификационом Челенџ купу | Нису учествовали у квалификационом Челенџ купу | Нису учествовали у квалификационом Челенџ купу | Нису учествовали у квалификационом Челенџ купу | Нису учествовали у квалификационом Челенџ купу | Нису учествовали у квалификационом Челенџ купу |
| 2015.           | Нису се квалификовали | Нису се квалификовали | Нису се квалификовали | Нису се квалификовали | Нису се квалификовали | Нису се квалификовали | Нису се квалификовали | Нису се квалификовали | Нису учествовали у квалификационом Челенџ купу | Нису учествовали у квалификационом Челенџ купу | Нису учествовали у квалификационом Челенџ купу | Нису учествовали у квалификационом Челенџ купу | Нису учествовали у квалификационом Челенџ купу | Нису учествовали у квалификационом Челенџ купу | Нису учествовали у квалификационом Челенџ купу |
| 2019.           | Групна фаза           | 21.                   | 3                     | 0                     | 0                     | 3                     | 1                     | 7                     | 14                                             | 6                                              | 4                                              | 4                                              | 21                                             | 20                                             |                                                |
| Укупно          | Групна фаза           | 1/17                  | 3                     | 0                     | 0                     | 3                     | 1                     | 7                     | 34                                             | 7                                              | 4                                              | 23                                             | 32                                             | 101                                            |                                                |